# جيمس أوين (سياسي)
جيمس أوين (بالإنجليزية: James Owen)‏ هو سياسي أمريكي، ولد في 7 ديسمبر 1784 في ويلمينغتون في الولايات المتحدة، وتوفي بنفس المكان في 4 سبتمبر 1865. انتخب عضو مجلس النواب الأمريكي (4 مارس 1817 – 3 مارس 1819).